# Isidro Gil y Gabilondo
Isidro Gil y Gabilondo (dit també Gavilondo) neix al municipi d'Azkoitia, Guipúscoa, al País Basc l'any 1843 i mor a Burgos el març del 1917.

## Biografia
Isidro Gil va ser un pintor, dibuixant, il·lustrador, historiador, advocat i escriptor espanyol. Va ser considerat un dels principals exponents de la pintura del segle xix de Burgos. Obtingué càrrecs notables a la ciutat de Burgos com a Secretari de l'Ajuntament, President de la Cambra de Comerç i Vicepresident de la Comissió provincial de Monuments. I també fou professor i director de la Academia Provincial de Dibujo entre els anys 1875 i 1896. Entre 1892 i 1897 fou director del Museo Arqueológico y de Bellas Artes. També figurà com a membre de la Reial Acadèmia de Belles Arts de San Fernando i de la Reial Acadèmia de la Història, de Burgos.

## Obra
Isidro Gil es mogué en diversos gèneres, temes i tècniques, però, la majoria de les seves obres es troben dins un estil realista i costumista. La seva obra destaca per un especial interès del gènere històric, en el que, com ja hem dit abans, serà considerat un dels màxims exponents de la pintura del XIX a Burgos, juntament amb l'artista Evaristo Barrio.

## = Dibuixos i pintures[1]=
El 1866 presentà a l'Exposició Nacional de Belles Arts de Madrid dos dibuixos:
- Puerto de San Sebastian.
- Curso del Urola.

Va rebre un premi per un dibuix que presentà a un concurs organitzat per La Ilustración Española y Americana.
A l'exposició que es va fer l'any 1868 a Saragossa va presentar una aquarel·la titulada Una dama en su tocador. En aquestes dates també realitzà Memoria descriptiva de la cueva de Atapuerca.
- Una escalera del Renacimiento en l'exposició de 1876.
- Antes de la función de 1878.
- La visita de confianza en l'exposició oberta pel Sr. Hernandes de 1881.

Els quadres més representatius de l'artista són:
- Una dama en su tocador (aquarel·la).
- Antes de la función.
- Origen de la Independencia de Castilla.
- Apunte para un cuadro.

### Obres escrites[2]
Isidro Gil també fou un escriptor. Destaquem tres obres:
- Iglesia y convento de San Pablo en Burgos (1878).
- El castillo de Loarre (1905). Amb dibuixos i plànols fets pel mateix Isidro.
- Burgos y su provincia (1913).